# Grand Prix automobile de Belgique 2001
GP précédent GP suivant
Le Grand Prix automobile de Belgique 2001 (2001 Foster's Belgian Grand Prix), disputé sur le circuit de Spa-Francorchamps dans les Ardennes belges le 2 septembre 2001, est la 677e épreuve de l'histoire du championnat du monde de Formule 1 courue depuis 1950 et la treizième manche du championnat 2001.

## Qualifications
| 1                                    | 6  | Juan Pablo Montoya    | Williams-BMW     | 1 min 52 s 072 | —       |
| 2                                    | 5  | Ralf Schumacher       | Williams-BMW     | 1 min 52 s 959 | +0.887  |
| 3                                    | 1  | Michael Schumacher    | Ferrari          | 1 min 54 s 685 | +2.613  |
| 4                                    | 22 | Heinz-Harald Frentzen | Prost-Acer       | 1 min 55 s 233 | +3.161  |
| 5                                    | 2  | Rubens Barrichello    | Ferrari          | 1 min 56 s 116 | +4.044  |
| 6                                    | 10 | Jacques Villeneuve    | BAR-Honda        | 1 min 57 s 038 | +4.966  |
| 7                                    | 3  | Mika Häkkinen         | McLaren-Mercedes | 1 min 57 s 043 | +4.971  |
| 8                                    | 7  | Giancarlo Fisichella  | Benetton-Renault | 1 min 57 s 668 | +5.596  |
| 9                                    | 4  | David Coulthard       | McLaren-Mercedes | 1 min 58 s 008 | +5.936  |
| 10                                   | 19 | Pedro de la Rosa      | Jaguar-Cosworth  | 1 min 58 s 519 | +6.447  |
| 11                                   | 9  | Olivier Panis         | BAR-Honda        | 1 min 58 s 838 | +6.766  |
| 12                                   | 17 | Kimi Räikkönen        | Sauber-Petronas  | 1 min 59 s 050 | +6.978  |
| 13                                   | 12 | Jean Alesi            | Jordan-Honda     | 1 min 59 s 128 | +7.056  |
| 14                                   | 16 | Nick Heidfeld         | Sauber-Petronas  | 1 min 59 s 302 | +7.230  |
| 15                                   | 8  | Jenson Button         | Benetton-Renault | 1 min 59 s 587 | +7.515  |
| 16                                   | 11 | Jarno Trulli          | Jordan-Honda     | 1 min 59 s 647 | +7.575  |
| 17                                   | 18 | Eddie Irvine          | Jaguar-Cosworth  | 1 min 59 s 689 | +7.617  |
| 18                                   | 23 | Luciano Burti         | Prost-Acer       | 1 min 59 s 900 | +7.828  |
| Règle des 107% (en) : 1 min 59 s 917 |    |                       |                  |                |         |
| 19                                   | 14 | Jos Verstappen        | Arrows-Asiatech  | 2 min 02 s 039 | +9.967  |
| 20                                   | 21 | Fernando Alonso       | Minardi-European | 2 min 02 s 594 | +10.522 |
| 21                                   | 15 | Enrique Bernoldi      | Arrows-Asiatech  | 2 min 03 s 048 | +10.976 |
| 22                                   | 20 | Tarso Marques         | Minardi-European | 2 min 04 s 204 | +12.132 |

Note :
- Les pilotes Arrows et Minardi ont été repêchés en raison des fortes pluies lors des qualifications[1].

## Classement
| Pos. | No | Pilote                | Écurie           | Tours | Temps/Abandon                      | Grille | Points |
| ---- | -- | --------------------- | ---------------- | ----- | ---------------------------------- | ------ | ------ |
| 1    | 1  | Michael Schumacher    | Ferrari          | 36    | 1 h 08 min 05 s 002 (221,065 km/h) | 3      | 10     |
| 2    | 4  | David Coulthard       | McLaren-Mercedes | 36    | + 10 s 098                         | 9      | 6      |
| 3    | 7  | Giancarlo Fisichella  | Benetton-Renault | 36    | + 27 s 742                         | 8      | 4      |
| 4    | 3  | Mika Häkkinen         | McLaren-Mercedes | 36    | + 36 s 087                         | 7      | 3      |
| 5    | 2  | Rubens Barrichello    | Ferrari          | 36    | + 54 s 521                         | 5      | 2      |
| 6    | 12 | Jean Alesi            | Jordan-Honda     | 36    | + 59 s 684                         | 13     | 1      |
| 7    | 5  | Ralf Schumacher       | Williams-BMW     | 36    | + 59 s 986                         | 2      |        |
| 8    | 10 | Jacques Villeneuve    | BAR-Honda        | 36    | + 1 min 04 s 970                   | 6      |        |
| 9    | 22 | Heinz-Harald Frentzen | Prost-Acer       | 35    | + 1 tour                           | 4      |        |
| 10   | 14 | Jos Verstappen        | Arrows-Asiatech  | 35    | + 1 tour                           | 19     |        |
| 11   | 9  | Olivier Panis         | BAR-Honda        | 35    | + 1 tour                           | 11     |        |
| 12   | 15 | Enrique Bernoldi      | Arrows-Asiatech  | 35    | + 1 tour                           | 21     |        |
| 13   | 20 | Tarso Marques         | Minardi-European | 31    | + 5 tours                          | 22     |        |
| Abd. | 12 | Jarno Trulli          | Jordan-Honda     | 31    | Moteur                             | 16     |        |
| Abd. | 8  | Jenson Button         | Benetton-Renault | 17    | Accident                           | 15     |        |
| Abd. | 6  | Juan Pablo Montoya    | Williams-BMW     | 1     | Moteur                             | 1      |        |
| Abd. | 19 | Pedro de la Rosa      | Jaguar-Ford      | 1     | Suspension                         | 10     |        |
| Abd. | 16 | Nick Heidfeld         | Sauber-Petronas  | 0     | Suspension                         | 14     |        |
| Abd. | 17 | Kimi Räikkönen        | Sauber-Petronas  | 0     | Transmission                       | 12     |        |
| Abd. | 18 | Eddie Irvine          | Jaguar-Ford      | 0     | Collision                          | 17     |        |
| Abd. | 23 | Luciano Burti         | Prost-Acer       | 0     | Collision                          | 18     |        |
| Abd. | 21 | Fernando Alonso       | Minardi-European | 0     | Boîte de vitesses                  | 20     |        |

## Pole position et record du tour
- Pole position : Juan Pablo Montoya en 1 min 52 s 072 (vitesse moyenne : 223,828 km/h).
- Meilleur tour en course : Michael Schumacher en 1 min 49 s 758 au 7e tour (vitesse moyenne : 228,546 km/h).

## Tours en tête
- Michael Schumacher : 36 (1-36)

## Statistiques
- 52e victoire pour Michael Schumacher qui bat le record d'Alain Prost établi le 25 juillet 1993.
- 143e victoire pour Ferrari en tant que constructeur.
- 143e victoire pour Ferrari en tant que motoriste.
- 15e et dernier Grand Prix pour Luciano Burti.
- 26e et dernier Grand Prix (24e départ) de Tarso Marques
- La course est stoppée après 4 tours après l'accident entre Burti et Irvine. Un nouveau départ pour 36 tours est donné et le classement final se fait par l'addition des 2 courses. Räikkönen, Irvine, Burti et Alonso n'ont pas pris part au second départ.